# Santa Rita, Tenampa
Santa Rita är en ort i Mexiko.   Den ligger i kommunen Tenampa och delstaten Veracruz, i den sydöstra delen av landet, 240 km öster om huvudstaden Mexico City. Santa Rita ligger 1 047 meter över havet och antalet invånare är 459.
Terrängen runt Santa Rita är kuperad, och sluttar brant österut. Runt Santa Rita är det ganska tätbefolkat, med 248 invånare per kvadratkilometer. Närmaste större samhälle är Huatusco de Chicuellar, 11,7 km sydväst om Santa Rita. I omgivningarna runt Santa Rita växer i huvudsak städsegrön lövskog.